# Велики речни човек
Велики речни човек је документарни филм из 2009. године, режисирао га је амерички режисер Џон Марингоуина. Овај докумeнтарац приказује чувени подухват словенaчког пливача Мартин Стрел који је успео да преплива цео Амазон.
Документарац је освојио главну награду жирија на филмском фестивалу Сенданце филмски фестивал 2009. године. Дистрибуирали су га Револвер Ентертаимент и Дисковери ченел.

## Кратак опис радње филма
Овај документарни филм прати живот Мартина Стрела и његових сарадника док покушава да преплива по дужини најдужу и најопаснију реку на свету Амазон и постаје први човек у историји коме је то и пошло за руком. У првом делу, филм на комичан начин показује процес припреме за експедицију од финансијске припреме, комуникације са медијима, па до физичке припреме Мартина Стрела и његовог трогодишњег учења о свим опасностима и изазовима коју носи река Амазон. У другом делу филма је приказано како Мартин Стрел у пратњи режисера Џона Марингоуина, његовог забринутог сина Борута и водитеља Матхева Мохлкеасе бори против кајмана, смртоносних паразита, пирана и на крају самог себе у пливању од 3.300 mi (5.300 km) у трајању од 67 дана. Током пливања по реци Амазон, експедиција је пловила у две земље Перу и Бразил, али је велики изазов током ове авантуре била реакција домородачких племена која су због локалних митова и обичаја имали и различит приступ према пливачу: неки су хтели да га убију, а неки су му правили велике пријеме и забаве и смaтрали га идолом. У филму је приказана личност Мартина Стрела, као борца за заштиту река и биодиверзитет, који има за циљ да дигне свест људи у важности Амазаоније као плуће света. У филму се приказује како се немилосрдно крчи шума и јасно упозорава јавност да је неопходно да се са тим што хитније престане. Такође, Мартин Стрел је прказан на један комично- трагичан начин, као особа невероватне физичке снаге и издржљивости, али који свакако није класичан спортиста: има превише килограма, педесет две године,воли да попије, да се коцка и живи живот пуним плићима. Мартин Стрел је као дете био жртва породичног насиља и бежећи од оца насилника и алкохоличара, по први пут је ускочио у реку и дуго пливао и од тад за њега пливање представља психичку катарза.

## Критике филма
Филм је углавном добро оцењен од стране гледалаца и критичара, постигавши код Ротен Томатес оцену од чак 90%, као и 67% код Метакритик. Критичари су похвалили хумор и радњу документарног филма и многи су га упоредили с филмом о Вернер Херзог. Једина негативна критика стигла је од Антонија Куина из Индипендента, који је хронику пливања на екрану назвао „мутном и лепршавом“.

## Музика из филма
2м1 Рекордс објавио је музику из овог документарног филма почетком 2011. године. У коментару о музици 2м1 Рекордс каже: "Прекрасно музичко достигнуће Рич Рагсдале која описује Мартина Стрела и његову комичну, а ипак озбиљну борбу у пливању 3.300 миља низ реку Амазон. Ова музика је заразна у својој способности да вас поведе на комично, али мрачно подсвесно емоционално путовање еклектичног протагониста Великог речног човека " У сарадњи са КНР Продакшнс и продуцентом Ендруом П. Олдеретом, 2м1 су овај албум издали преко ITunesа и Амазон (компанија).